# Cayetano Germosén (ort)
Cayetano Germosén är en ort i Dominikanska republiken.   Den ligger i provinsen Espaillat, i den centrala delen av landet, 110 km nordväst om huvudstaden Santo Domingo. Cayetano Germosén ligger 150 meter över havet och antalet invånare är 2 526.
Terrängen runt Cayetano Germosén är huvudsakligen platt, men åt sydväst är den kuperad. Terrängen runt Cayetano Germosén sluttar söderut. Runt Cayetano Germosén är det ganska tätbefolkat, med 179 invånare per kvadratkilometer. Närmaste större samhälle är Moca, 7,1 km nordväst om Cayetano Germosén. Omgivningarna runt Cayetano Germosén är huvudsakligen savann.